# Willem van het Principaat
Willem van het Principaat (ca. 1027-1080) was een zoon van Tancred van Hauteville en zijn tweede vrouw Fressenda van Normandië. Hij verliet Normandië rond 1053 samen met zijn halfbroer Godefried en zijn volle broer Mauger.
Hij nam deel aan de Slag bij Civitate in de jaren van zijn aankomst en werd hartelijk ontvangen door zijn halfbroer Humfried, de graaf van Apulië.
In 1055 onderscheidde hij zich in de verovering van het kasteel van San Nicandro Garganico, dat de kern vormde van zijn graafschap het Principaat, waar hij in 1056 door Humfried werd geïnstalleerd. In 1058 trouwde hij met Maria, de dochter van Guido, hertog van Sorrento, en broer van Guaimar IV van Salerno. Hij erfde het land van Guido in Salerno en vocht met Guaimars opvolger, Gisulf II, en veroverde al het land totdat er niks meer van over was, behalve Salerno. Hij erfde ook het Capitanaat van zijn broer Mauger, maar dat schonk hij aan Godefried, uit broederliefde, volgens Goffredo Malaterra. 
Hij nodigde zijn landloze en jongste broer Rogier uit en beloofde hem de helft van alles wat hij bezat, behalve zijn vrouw en kinderen. Hij hielp Rogier tegen hun oudere broer Robert Guiscard, die Humfried opgevolgd had, en gaf hem het kasteel van Scalea, in Catanzaro. Hij vocht later tegen Robert toen deze Gisulf te hulp kwam om Gisulfs zus Sikelgaita te huwen. In 1067 excommuniceerde de raad van Melfi hem, samen met Turgis de Rota en Guimond de Moulins, vanwege het stelen van eigendom van de kerk van Alfanus I, bisschop van Salerno. Later dat jaar reisde hij naar Salerno om zich te verzoenen met Paus Alexander II.
Volgens sommige bronnen stierf hij in 1080, hoewel hij volgens anderen nog leefde in de twaalfde eeuw, deelnam aan de Byzantijnse campagnes van Guiscard en meevocht in de Slag bij Durazzo, in oktober 1081. Hij werd begraven in de Abdij van Santissima Trinità in Venosa.